# Relicinopsis malaccensis
Relicinopsis malaccensis är en lavart som först beskrevs av William Nylander och som fick sitt nu gällande namn av Elix & Verdon. 
Relicinopsis malaccensis ingår i släktet Relicinopsis och familjen Parmeliaceae. Inga underarter finns listade i Catalogue of Life.